# Юліан Урантувка
Юліан Урантувка (пол. Julian Urantówka; 17 лютого 1924, Тополя) — польський офіцер громадянської міліції (MO), комендант MO у Щецині й Ополе, начальник Опольського управління МВС ПНР. Відомий як один з організаторів придушення робітничих протестів у грудні 1970 року. Брав участь у репресіях проти профспілки Солідарність. Звільнено при зміні суспільно-політичного устрою Польщі.

## Служба у комендатурах
Народився у сільській родині. У 1944—1945 роках воював у Батальйонах хлопських. Вступив на службу до громадянської міліції (MO). Почав службу 1 лютого 1945 року на залізничному посту у Казімежі-Вельку.
У 1946—1947 роках — заступник коменданта колійної міліції в Оптавеці. Потім кілька місяців був політичним інструктором міліції у Пінчіві. З 1947 до 1950 рік — слухач, потім викладач міліційної школи політичної освіти у Лодзі. З 1950 до 1966 рік обіймав різні посади (від оперативного співробітника до заступника начальника відділу) у лодзинській комендатурі МО.
У травні 1966 року Юліана Урантувку призначено комендантом міської міліції Кракова та заступником коменданта міліції Краківського воєводства. Перебував в урядущій компартії ПОРП.

## Зіткнення у Щецині
8 лютого 1969 року Урантувку у званні полковника призначено комендантом громадянської міліції Щецинського воєводства. На період його комендантства були масові протести 1970—1971 років проти підвищення цін. Щецинські робітничі виступи, очолені Едмундом Балукою, Адамом Ульфіком, Мар'яном Юрчиком, мали особливо лютий і завзятий характер.
Полковник Урантувка відіграв значну роль у каральному придушенні протестів. За його наказом міліція не лише били демонстрантів, а й відкрила вогонь. У Щецині загинули 16 людей, заарештовані та побиті обчислювалися сотнями.
Згодом Урантувка заявляв, що міліція застосувала зброю як «самооборону» — коли протестувальники атакували будівлю воєводської комендатури (убитих він називав «маргінальними елементами»). При цьому показово, що головний комендант генерал Петшак утримався від прямого наказу, залишивши це на розсуд щецинського підлеглого. Чеслав Кіщак згодом свідчив, що щецинська комендатура MO «нервово» вимагала у Варшаві санкцію на застосування зброї.

## Комендант в Ополе

### Справа Ковальчуків
20 вересня 1971 року полковника Урантувку призначено комендантом міліції Опольського воєводства. Очолював воєводську міліцію майже два десятиліття.
6 жовтня 1971 року у Вищій педагогічній школі Ополе готувалася церемонія нагородження працівників міліції. Акт присвячено 27-м роковинам створення MO. Очолювати церемонію мав воєводський комендант Урантувка. Проте за кілька годин до початку, невдовзі після опівночі, у приміщенні стався вибух. Цю акцію здійснили брати Ковальчуки — 29-річний токар Єжи та 34-річний фізик Ришард. Таким чином вони висловили протест проти придушення протестів на Балтійському узбережжі та персональне ставлення до Урантувки.
Брати спеціально розрахували час, коли приміщення було порожнім. Вбивств вони не планували теракт мав символічний характер. Проте слідство звинуватило у жорстких формулюваннях, прокуратура зажадала смертної кари. Суд виніс суворі вироки: смертну кару Єжи Ковальчуку (молодший брат був ініціатором акції, він зізнався також у раніше вчиненому підпалі з політичних мотивів), 25 років ув'язнення Ришарду Ковальчуку. Вирок Єжи також замінено на 25-річний термін. Ришарда Ковальчука було звільнено у 1983 році, Єжи Ковальчука — у 1985 році. Обидва не реабілітовано і в Третій Речі Посполитій, після падіння ПОРП і демонтажу ПНР.

### Справа Берешинського
У 1980-х роках полковник Урантувка проводив жорсткий курс проти профспілки Солідарність. У січні 1981 року опозиційний активіст Збігнєв Берешинський, студент Вищої інженерної школи (WSI), написав в інститутському журналі статтю, засновану на публікаціях бюлетеня «Солідарності». Він закликав притягнути Урантувку до відповідальності за розправи над цивільним населенням у Щецині. Берешинський звинуватив Урантувку у вбивствах і незаконних арештах, порівняв його дії зі злочинами нацистів.
Урантувка подав заяву до прокуратури — на подив прокурора Марека Драгунас-Вітковського, який вважав за достатній приватний судовий позов. Незабаром після цього кілька студентів було затримано під надуманим приводом і жорстоко побито міліцією. При цьому практично не приховувалося, що причиною є публікація Берешинського. З протестом виступив ректор WSI Освальд Матея, багато представників освітньої громади, регіональний профцентр «Солідарності». У зверненні профцентру до голови Радміну ПНР Войцеха Ярузельського говорилося: «На багатьох підприємствах приймаються вимоги відставки полковника Урантувки. Це пов'язано не лише з його минулими діями, а й із нинішньою діяльністю підпорядкованих йому команд і функціонерів».
Прокурор Драгунас-Вітковський намагався спустити справу на гальмах. Лех Адамчик, адвокат студента Берешинського, провів велику роботу, отримавши численні свідчення, які підтвердили його правоту. Насувався судовий процес, Берешинському загрожували три роки ув'язнення. З іншого боку, сам Урантувка визнавав, що при перенесенні процесу з Ополе (де він розповсюджував адміністративним ресурсом) він цілком міг програти. При цьому він звинувачував прокуратуру та суд у змові проти себе на боці опозиції (у чому могли відбиватися міжвідомчі розбіжності). Проте попередній етап затягнувся, а 1984 року справу було припинено за амністією.

### Репресії проти опозиції
Полковник Урантувка очолював опольську комендатуру під час воєнного стану. Вже 13 грудня 1981 року здійснено низку арештів активістів «Солідарності», зокрема Збігнєва Берешинського. Загалом в Ополе інтерновано близько 150 осіб. У Нисі, Ґродкуві, Стшельце-Опольське влаштовано спеціальні табори. Вже до весни 1982 року опозиційний рух у воєводстві практично придушено.
У 1983 році воєводські комендатури міліції перетворено на управління внутрішніх справ. 1 серпня 1983 року — через тиждень після скасування воєнного стану — полковника Урантувку призначено начальником Опольського управління МВС ПНР. Продовжував керувати воєводською міліцією та Службою безпеки ще майже сім років.

## Відставка
У 1988 році нова хвиля страйкового руху змусила владу піти на переговори у Магдаленці та Круглий стіл. 4 червня 1989 року відбулися «напіввільні вибори», на яких перемогу здобула «Солідарність». Ситуація в країні радикально змінилася.
Однак Урантувка стояв на колишніх «бетонних» позиціях. Його жорстка репресивність, скандальний факт чергового побиття опольського активіста «Солідарності» викликали різке невдоволення навіть у керівництві МВС. 30 листопада 1989 року міністр внутрішніх справ Кіщак усунув Урантувку від управління МВС в Ополе та перевів у розпорядження кадрового департаменту МВС. Через чотири місяці, 5 квітня 1990 року, Урантувку звільнено зі служби.
Після відставки Урантувка проживав у Жешуві, займався розведенням бджіл. Часом спілкувався зі ЗМІ, підтверджуючи колишні позиції та наполягаючи на своїй правоті.